# Drassodes
Drassodes Westring, 1851 è un genere di ragni appartenente alla famiglia Gnaphosidae.

## Caratteristiche
L'apofisi tibiale di questi ragni è indivisa. L'apofisi distale del bulbo è piccola, mentre l'embolus è coperto. I cheliceri sono muniti di tre denti. Le "creste" dell'epigino si toccano quasi nella parte centrale. L'area centrale dell'epigino ha forma trapezoidale, più larga che lunga.

## Distribuzione
Le 169 specie note di questo genere sono diffuse in Africa, Europa, America e Asia: le specie dall'areale più vasto sono la D. mirus e D. neglectus rinvenute in alcune località della regione olartica; seguite dalla D. cupreus, D. fugax, D. lapidosus, D. pubescens e D. villosus reperite in varie località della regione paleartica.

### In Italia
In Italia questo genere è rappresentato da 10 specie: la D. canaglensis è un endemismo rinvenuto nel solo territorio comunale di Ugovizza in provincia di Udine. La D. difficilis è anch'essa un endemismo rinvenuto in Piemonte, la cui località tipo è nelle Alpi francesi. A seguire i rinvenimenti delle seguenti specie: D. albicans (isola di Capraia); D. fugax in Friuli e Valle d'Aosta; la D. lapidosus e la D. lutescens in varie località del territorio italiano. La D. luteomicans in Sardegna (la presenza di questa specie nel territorio peninsulare ad oggi è dubbia); la D. pubescens in Sicilia e nell'Italia peninsulare; la D. rubidus in territorio sardo e la D. villosus in varie località della penisola.

## Tassonomia
Questo genere è considerato un sinonimo posteriore di Geodrassus Chamberlin, 1922 a seguito di un lavoro degli aracnologi Ubick & Roth (1973a).
E anche sinonimo posteriore di Meskia, secondo gli aracnologi Chatzaki, Thaler & Milonas (2002b) e di Kirmaka Roewer, 1961c, secondo l'analisi effettuata dallo stesso Roewer sugli esemplari tipo di Kirmaka krausi Roewer, 1961.
Infine è sinonimo posteriore di Sillemia Reimoser, 1935 e di Siruasus Roewer, 1961c, a seguito delle recenti analisi sugli esemplari tipo di Siruasus crassipalpus Roewer, 1961 effettuate dall'aracnologo Murphy nel 2007.
In questa sede non si tiene conto del tentativo di riportare in auge l'ex-denominazione Geodrassus effettuato nel lavoro degli aracnologi Barrion e Litsinger (1995), dove le specie associate a questo genere sono state considerate delle echemine piuttosto che delle drassodine.
Su segnalazione dell'aracnologo Murphy, nel suo poderoso lavoro del 2007, le specie di questo genere rinvenute in Sudafrica andrebbero ascritte al genere Haplodrassus Chamberlin, 1922 (occorrono comunque ulteriori analisi sugli esemplari per convalidare questa tesi).
Non sono stati esaminati esemplari di questo genere dal 2014.
Attualmente, a maggio 2015, si compone di 169 specie e due sottospecie:
1. Drassodes adisensis Strand, 1906 — Etiopia
2. Drassodes affinis (Nicolet, 1849) — Cile
3. Drassodes afghanus Roewer, 1961 — Afghanistan
4. Drassodes albicans (Simon, 1878) — Mediterraneo
5. Drassodes andamanensis Tikader, 1977 — Isole Andamane
6. Drassodes andorranus Denis, 1938 — Andorra
7. Drassodes angulus Platnick & Shadab, 1976 — USA
8. Drassodes arapensis Strand, 1908 — Perù
9. Drassodes archibensis Ponomarev & Alieva, 2008 — Russia
10. Drassodes assimilatus (Blackwall, 1865) — Isole Canarie, Isole Capo Verde
11. Drassodes astrologus (O. P.-Cambridge, 1874) — India
12. Drassodes auriculoides Barrows, 1919 — USA
13. Drassodes auritus Schenkel, 1963 — Russia, Kazakistan, Cina
14. Drassodes bechuanicus Tucker, 1923 — Sudafrica
15. Drassodes bendamiranus Roewer, 1961 — Afghanistan
16. Drassodes bicurvatus Roewer, 1961 — Afghanistan
17. Drassodes bifidus Kovblyuk & Seyyar, 2009 — Turchia
18. Drassodes brachythelis (Thorell, 1890) — Sumatra
19. Drassodes braendegaardi Caporiacco, 1949 — Kenya
20. Drassodes caffrerianus Purcell, 1907 — Sudafrica
21. Drassodes calceatus Purcell, 1907 — Sudafrica
22. Drassodes cambridgei Roewer, 1951 — India
23. Drassodes canaglensis Caporiacco, 1927 — Slovenia
24. Drassodes carinivulvus Caporiacco, 1934 — India
25. Drassodes caspius Ponomarev & Tsvetkov, 2006 — Kazakistan, Russia
26. Drassodes cerinus Simon, 1897 — India
27. Drassodes charcoviae (Thorell, 1875) — Ucraina
28. Drassodes charitonovi Tuneva, 2005 — Kazakistan
29. Drassodes chybyndensis Esyunin & Tuneva, 2002 — Russia, Kazakistan
30. Drassodes clavifemur (Reimoser, 1935) — Karakorum
31. Drassodes corticalis (Lucas, 1846) — Algeria
32. Drassodes crassipalpus (Roewer, 1961) — Afghanistan
33. Drassodes crassipes (Lucas, 1846) — Algeria
34. Drassodes cupa Tuneva, 2005 — Kazakistan
35. Drassodes cupreus (Blackwall, 1834) — Regione paleartica
36. Drassodes dagestanus Ponomarev & Alieva, 2008 — Russia
37. Drassodes daliensis Yang & Song, 2003 — Cina
38. Drassodes delicatus (Blackwall, 1867) — India
39. Drassodes deoprayagensis Tikader & Gajbe, 1975 — India
40. Drassodes depilosus Dönitz & Strand, 1906 — Giappone
41. Drassodes deserticola Simon, 1893 — Algeria, Libia
42. Drassodes difficilis (Simon, 1878) — Francia
43. Drassodes dispulsoides Schenkel, 1963 — Cina
44. Drassodes distinctus (Lucas, 1846) — Algeria
45. Drassodes dregei Purcell, 1907 — Sudafrica
46. Drassodes drydeni Petrunkevitch, 1914 — Myanmar
47. Drassodes ellenae (Barrion e Litsinger, 1995) — Filippine
48. Drassodes ereptor Purcell, 1907 — Sudafrica
49. Drassodes falciger Jézéquel, 1965 — Costa d'Avorio
50. Drassodes fedtschenkoi (Kroneberg, 1875) — Uzbekistan
51. Drassodes fugax (Simon, 1878) — Regione paleartica
52. Drassodes gangeticus Tikader & Gajbe, 1975 — India
53. Drassodes gilvus Tullgren, 1910 — Africa orientale
54. Drassodes gooldi Purcell, 1907 — Sudafrica
55. Drassodes gosiutus Chamberlin, 1919 — USA, Canada
56. Drassodes gujaratensis Patel & Patel, 1975 — India
57. Drassodes hamiger (Thorell, 1877) — Sulawesi
58. Drassodes hebei Song, Zhu & Zhang, 2004 — Cina
59. Drassodes helenae Purcell, 1907 — Sudafrica
60. Drassodes heterophthalmus Simon, 1905 — India
61. Drassodes himalayensis Tikader & Gajbe, 1975 — India
62. Drassodes ignobilis Petrunkevitch, 1914 — Myanmar
63. Drassodes imbecillus (L. Koch, 1875) — Etiopia
64. Drassodes inermis (Simon, 1878) — Francia
65. Drassodes infletus (O. P.-Cambridge, 1885) — Yarkand (Cina), Russia, Mongolia
66. Drassodes insidiator Thorell, 1897 — Myanmar
67. Drassodes insignis (Blackwall, 1862) — Brasile
68. Drassodes interemptor (O. P.-Cambridge, 1885) — Yarkand (Cina)
69. Drassodes interlisus (O. P.-Cambridge, 1885) — Yarkand (Cina)
70. Drassodes interpolator (O. P.-Cambridge, 1885) — Tagikistan, Yarkand (Cina)
71. Drassodes involutus (O. P.-Cambridge, 1885) — Yarkand (Cina)
72. Drassodes jakkabagensis Charitonov, 1946 — Asia centrale
73. Drassodes jiufeng Tang, Song & Zhang, 2001 — Cina
74. Drassodes kaszabi Loksa, 1965 — Russia, Mongolia
75. Drassodes katunensis Marusik, Hippa & Koponen, 1996 — Russia
76. Drassodes kibonotensis Tullgren, 1910 — Africa orientale
77. Drassodes krausi (Roewer, 1961) — Afghanistan
78. Drassodes kwantungensis Saito, 1937 — Cina
79. Drassodes lacertosus (O. P.-Cambridge, 1872) — Israele, Siria, Russia
80. Drassodes lapidosus (Walckenaer, 1802)[5] — Regione paleartica
  - Drassodes lapidosus bidens (Simon, 1878) — Francia
81. Drassodes lapsus (O. P.-Cambridge, 1885) — Yarkand (Cina)
82. Drassodes licenti Schenkel, 1953 — Mongolia
83. Drassodes lindbergi Roewer, 1961 — Afghanistan
84. Drassodes lividus Denis, 1958 — Afghanistan
85. Drassodes longispinus Marusik & Logunov, 1995 — Russia, Cina
86. Drassodes lophognathus Purcell, 1907 — Sudafrica
87. Drassodes luridus (O. P.-Cambridge, 1874) — India
88. Drassodes luteomicans (Simon, 1878) — Europa meridionale
89. Drassodes lutescens (C. L. Koch, 1839) — dal Mediterraneo al Pakistan
90. Drassodes lyratus Purcell, 1907 — Sudafrica
91. Drassodes lyriger Simon, 1909 — Etiopia
92. Drassodes macilentus (O. P.-Cambridge, 1874) — India
93. Drassodes malagassicus (Butler, 1879) — Madagascar
94. Drassodes mandibularis (L. Koch, 1866) — Russia
95. Drassodes manducator (Thorell, 1897) — Myanmar
96. Drassodes masculus Tucker, 1923 — Sudafrica
97. Drassodes mauritanicus Denis, 1945 — Africa settentrionale
98. Drassodes meghalayaensis Tikader & Gajbe, 1977 — India
99. Drassodes mirus Platnick & Shadab, 1976 — Regione olartica
100. Drassodes montenegrinus (Kulczyński, 1897) — Croazia, Serbia
101. Drassodes monticola (Kroneberg, 1875) — Asia centrale
102. Drassodes myogaster (Bertkau, 1880) — Germania
103. Drassodes nagqu Song, Zhu & Zhang, 2004 — Cina
104. Drassodes narayanpurensis Gajbe, 2005 — India
105. Drassodes natali Esyunin & Tuneva, 2002 — Russia
106. Drassodes neglectus (Keyserling, 1887) — Regione olartica
107. Drassodes nigroscriptus Simon, 1909 — Marocco
  - Drassodes nigroscriptus deminutus Simon, 1909 — Marocco
108. Drassodes nox Dönitz & Strand, 1906 — Giappone
109. Drassodes nugatorius (Karsch, 1881) — Libia, Arabia Saudita
110. Drassodes obscurus (Lucas, 1846) — Algeria
111. Drassodes orientalis (L. Koch, 1866) — Russia, Ucraina
112. Drassodes parauritus Song, Zhu & Zhang, 2004 — Cina
113. Drassodes paroculus Simon, 1893 — Spagna
114. Drassodes parvidens Caporiacco, 1934 — India, Pakistan
115. Drassodes pashanensis Tikader & Gajbe, 1977 — India
116. Drassodes pectinifer Schenkel, 1936 — Cina
117. Drassodes phagduaensis Tikader, 1964 — Nepal
118. Drassodes placidulus Simon, 1914 — Francia
119. Drassodes platnicki Song, Zhu & Zhang, 2004 — Russia, Mongolia, Cina
120. Drassodes prosthesimiformis Strand, 1906 — Etiopia
121. Drassodes pseudolesserti Loksa, 1965 — Kazakistan, Mongolia, Cina
122. Drassodes pubescens (Thorell, 1856) — Regione paleartica
123. Drassodes rhodanicus Simon, 1914 — France
124. Drassodes robatus Roewer, 1961 — Afghanistan
125. Drassodes rostratus Esyunin & Tuneva, 2002 — Russia
126. Drassodes rubicundulus Caporiacco, 1934 — India, Pakistan
127. Drassodes rubidus (Simon, 1878) — dalla Spagna all'Italia
128. Drassodes rufipes (Lucas, 1846) — Algeria
129. Drassodes rugichelis Denis, 1962 — Madeira
130. Drassodes russulus (Thorell, 1890) — Giava
131. Drassodes saccatus (Emerton, 1890) — Nordamerica
132. Drassodes saganus Strand, 1918 — Giappone
133. Drassodes sagarensis Tikader, 1982 — India
134. Drassodes saitoi Schenkel, 1963 — Cina
135. Drassodes serratichelis (Roewer, 1928) — Creta, Israele, USA
136. Drassodes serratidens Schenkel, 1963 — Russia, Cina, Corea, Giappone
137. Drassodes sesquidentatus Purcell, 1908 — Sudafrica
138. Drassodes shawanensis Song, Zhu & Zhang, 2004 — Cina
139. Drassodes similis Nosek, 1905 — Turchia
140. Drassodes simplex Kulczynski, 1926 — Russia
141. Drassodes simplicivulvus Caporiacco, 1940 — Etiopia
142. Drassodes singulariformis Roewer, 1951 — India
143. Drassodes sirmourensis (Tikader & Gajbe, 1977) — India, Cina
144. Drassodes sitae Tikader & Gajbe, 1975 — India
145. Drassodes sockniensis (Karsch, 1881) — Libia
146. Drassodes solitarius Purcell, 1907 — Sudafrica
147. Drassodes soussensis Denis, 1956 — Marocco
148. Drassodes spinicrus Caporiacco, 1928 — Libia
149. Drassodes splendens Tucker, 1923 — Sudafrica
150. Drassodes stationis Tucker, 1923 — Sudafrica
151. Drassodes sternatus Strand, 1906 — Etiopia
152. Drassodes striatus (L. Koch, 1866) — Penisola balcanica
153. Drassodes subviduatus Strand, 1906 — Etiopia
154. Drassodes taehadongensis Paik, 1995 — Corea
155. Drassodes tarrhunensis (Karsch, 1881) — Libia
156. Drassodes termezius Roewer, 1961 — Afghanistan
157. Drassodes tesselatus Purcell, 1907 — Sudafrica
158. Drassodes thaleri Hervé & Rollard, 2009 — Francia
159. Drassodes thimei (L. Koch, 1878) — Turkmenistan
160. Drassodes tikaderi (Gajbe, 1987) — India
161. Drassodes tiritschensis Miller & Buchar, 1972 — Afghanistan
162. Drassodes tortuosus Tucker, 1923 — Sudafrica
163. Drassodes unicolor (O. P.-Cambridge, 1872) — Creta, Libia, Egitto, Libano, Israele
164. Drassodes uritai Tang et al., 1999 — Cina
165. Drassodes venustus (Nicolet, 1849) — Cile
166. Drassodes villosus (Thorell, 1856) — Regione paleartica
167. Drassodes viveki (Gajbe, 1992) — India
168. Drassodes voigti (Bösenberg, 1899) — Germania, Penisola balcanica
169. Drassodes vorax Strand, 1906 — Etiopia

### Specie trasferite
1. Drassodes acrotirius Roewer, 1928; trasferita al genere Haplodrassus Chamberlin, 1922[2].
2. Drassodes agelastus (Keyserling, 1891); trasferita al genere Urozelotes Mello-Leitão, 1938
3. Drassodes aphanes (Thorell, 1897); trasferita al genere Odontodrassus Jézéquel, 1965
4. Drassodes araucanius Chamberlin, 1916; trasferita al genere Apodrassodes Vellard, 1924
5. Drassodes bewickii (Blackwall, 1865); trasferita al genere Scotognapha Dalmas, 1920
6. Drassodes breviceps (Kroneberg, 1875); trasferita al genere Parasyrisca Schenkel, 1963
7. Drassodes californicus Banks, 1904; trasferita al genere Scotophaeus Simon, 1893
8. Drassodes carinatus Strand, 1906; trasferita al genere Haplodrassus Chamberlin, 1922
9. Drassodes cervinus Simon, 1914; trasferita al genere Drassodex Murphy, 2007
10. Drassodes citipes Simon, 1893; trasferita al genere Heser Tuneva, 2005
11. Drassodes ciusi Berland, 1924; trasferita al genere Odontodrassus Jézéquel, 1965
12. Drassodes cofiniotes Roewer, 1928; trasferita al genere Zelotes Gistel, 1848
13. Drassodes creticus Roewer, 1928; trasferita al genere Haplodrassus Chamberlin, 1922
14. Drassodes denotatus (O. Pickard-Cambridge, 1874); trasferita al genere Haplodrassus Chamberlin, 1922
15. Drassodes digitusiformis (Hu, 2001); trasferita al genere Trachelas L. Koch, 1872, appartenente alla famiglia Trachelidae
16. Drassodes diversus (Blackwall, 1871); trasferita al genere Gnaphosa Latreille, 1804
17. Drassodes ensiger (O. Pickard-Cambridge, 1874); trasferita al genere Berinda Roewer, 1928
18. Drassodes ferrumequinum F. O. Pickard-Cambridge, 1899; trasferita al genere Haplodrassus Chamberlin, 1922
19. Drassodes flavomaculatus (L. Koch, 1878); trasferita al genere Poecilochroa Westring, 1874
20. Drassodes fritillifer Simon, 1914; trasferita al genere Drassodex Murphy, 2007
21. Drassodes heeri (Pavesi, 1873); trasferita al genere Drassodex Murphy, 2007
22. Drassodes hispanus (L. Koch, 1866); trasferita al genere Drassodex Murphy, 2007
23. Drassodes hispanus lesserti Schenkel, 1936; trasferita al genere Drassodex Murphy, 2007
24. Drassodes hypocrita (Simon, 1878); trasferita al genere Drassodex Murphy, 2007
25. Drassodes indraprastha Tikader & Gajbe, 1975; trasferita al genere Trachyzelotes Lohmander, 1944
26. Drassodes infumatus (O. Pickard-Cambridge, 1872); trasferita al genere Heser Tuneva, 2005
27. Drassodes kiranensis Paik, 1991; trasferita al genere Agroeca Westring, 1861, appartenente alla famiglia Liocranidae
28. Drassodes lancearius Simon, 1893; trasferita al genere Coreodrassus Paik, 1984
29. Drassodes lithobius Roewer, 1928; trasferita al genere Haplodrassus Chamberlin, 1922
30. Drassodes malodes Tikader, 1962; trasferita al genere Urozelotes Mello-Leitão, 1938
31. Drassodes morosus (O. Pickard-Cambridge, 1872); trasferita al genere Haplodrassus Chamberlin, 1922
32. Drassodes nanus (O. Pickard-Cambridge, 1872); trasferita al genere Synaphosus Platnick & Shadab, 1980
33. Drassodes oculinotatus Bösenberg & Strand, 1906; trasferita al genere Cladothela Kishida, 1928
34. Drassodes oppenheimeri Tikader, 1973; trasferita al genere Setaphis Simon, 1893
35. Drassodes paivani (Blackwall, 1865); trasferita al genere Scotognapha Dalmas, 1920
36. Drassodes palaestinensis Strand, 1915; trasferita al genere Haplodrassus Chamberlin, 1922
37. Drassodes parvicorpus Roewer, 1951; trasferita al genere Haplodrassus Chamberlin, 1922
38. Drassodes pater Bösenberg & Strand, 1906; trasferita al genere Urozelotes Mello-Leitão, 1938
39. Drassodes perditus Banks, 1898; trasferita al genere Herpyllus Hentz, 1832
40. Drassodes potanini Schenkel, 1963; trasferita al genere Coreodrassus Paik, 1984
41. Drassodes pseudopugnans Schenkel, 1963; trasferita al genere Haplodrassus Chamberlin, 1922
42. Drassodes pugnans (Simon, 1880); trasferita al genere Haplodrassus Chamberlin, 1922
43. Drassodes qinghaiensis Hu, 2001; trasferita al genere Parasyrisca Schenkel, 1963
44. Drassodes reimoseri Bristowe, 1935; trasferita al genere Berinda Roewer, 1928
45. Drassodes rotundifoveatus Bösenberg & Strand, 1906; trasferita al genere Urozelotes Mello-Leitão, 1938
46. Drassodes sanctaehelenae Strand, 1909; trasferita al genere Benoitodes Platnick, 1993
47. Drassodes shumakovi Spassky, 1934; trasferita al genere Sidydrassus Esyunin & Tuneva, 2002
48. Drassodes sollers Simon, 1895; trasferita al genere Parasyrisca Schenkel, 1963
49. Drassodes stuxbergi (L. Koch, 1879); trasferita al genere Haplodrassus Chamberlin, 1922
50. Drassodes tegulatus Schenkel, 1963; trasferita al genere Haplodrassus Chamberlin, 1922
51. Drassodes tianschanicus Hu & Wu, 1989; trasferita al genere Sidydrassus Esyunin & Tuneva, 2002
52. Drassodes unciinsignitus Bösenberg & Strand, 1906; trasferita al genere Cladothela Kishida, 1928
53. Drassodes vinosus (Simon, 1878); trasferita al genere Parasyrisca Schenkel, 1963

### Omonimie
- Drassodes lesserti Schenkel, 1936; gli esemplari descritti con questa denominazione sono stati riconosciuti in omonimia con D. platnicki Song, Zhu & Zhang, 2004